# Pretioscopus pilosus
Pretioscopus pilosus är en insektsart som beskrevs av Webb 1976. Pretioscopus pilosus ingår i släktet Pretioscopus och familjen dvärgstritar. Inga underarter finns listade i Catalogue of Life.